# Stazione di Lecce
La stazione di Lecce è la stazione ferroviaria al servizio della città di Lecce, terminale della ferrovia Adriatica e delle linee regionali pugliesi Martina Franca-Lecce e Lecce-Gallipoli delle Ferrovie del Sud Est.

## Storia

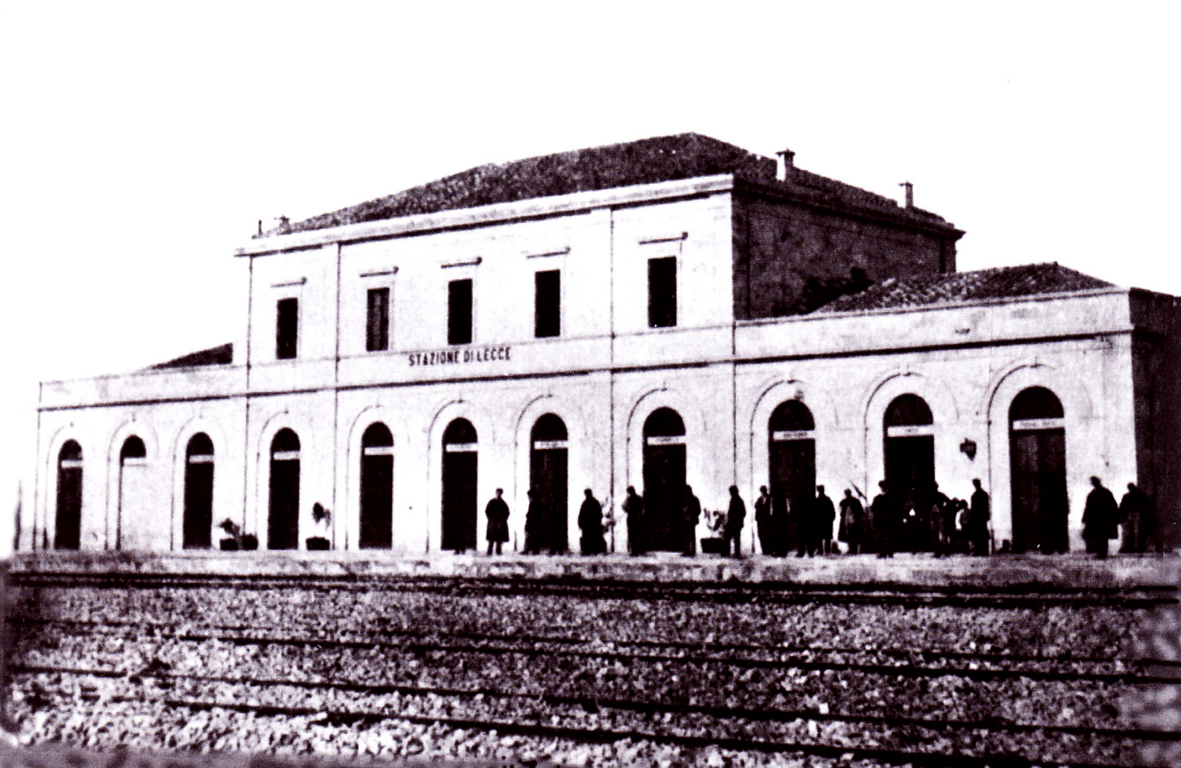
La stazione intorno al 1866

La stazione fu aperta il 15 gennaio 1866 assieme al tronco proveniente da Brindisi della ferrovia Adriatica. L'impianto rimase scalo terminale della lunga linea fino al 1º febbraio 1868, quando fu aperto il tronco per Zollino.
Dal momento della sua apertura fino alla statalizzazione delle ferrovie, la stazione fu gestita dalla Società Italiana per le strade ferrate meridionali, dopodiché fu gestita dalle Ferrovie dello Stato (FS).
Il 27 maggio 1907 fu collegata a Francavilla Fontana da una linea ferroviaria secondaria inaugurata dalle Ferrovie dello Stato, primo nucleo della linea per Martina Franca gestita dalle Ferrovie del Sud Est.
Dal 1933, la Lecce-Maglie-Otranto, parte terminale della Adriatica, passò all'esercizio delle Ferrovie del Sud Est.

## Strutture e impianti
L'impianto ferroviario si trova in piazzale Oronzo Massari, non lontano dal centro storico della città.
L'edificio di stazione risente dei canoni stilistici in voga nella seconda metà del XIX secolo e consta di una struttura centrale a due elevazioni con torre dell'orologio centrale e due corpi laterali allungati a una elevazione.
La stazione è dotata di otto binari.
Da lungo tempo previsti, i lavori di ribaltamento della stazione ferroviaria sono cominciati nel primo trimestre 2019, al fine di rendere l'accesso più funzionale ai passeggeri e a decongestionare l'area dove attualmente si affaccia la stazione. I lavori prevedono un secondo ingresso dal lato opposto al piazzale, un parcheggio su più piani e una ristrutturazione del sottopassaggio con l'aggiunta di ascensori.

## Movimento
La stazione è servita da treni regionali svolti da Trenitalia e Ferrovie del Sud Est nell'ambito dei contratti di servizio stipulati con la Regione Puglia.
Sono inoltre presenti collegamenti a lunga percorrenza effettuati anch'essi da Trenitalia.
Da Lecce sono previste partenze straordinarie a fini turistici con il "Salento Express", un treno storico che percorre la rete delle Ferrovie del Sud Est organizzato dall'associazione AISAF Onlus di Lecce.

## Servizi
La stazione, gestita da Rete Ferroviaria Italiana ai fini del movimento, dispone di:
- Biglietteria a sportello e automatica
- Bar
- Deposito bagagli con personale
- Servizi igienici
- Area per l'attesa
- Accessibilità per portatori di handicap
- Parcheggio di scambio FS Park
- Fermata autolinee urbane SGM Lecce ed extraurbane
- Posto di Polizia ferroviaria